# Албуфейра (район)
Албуфейра (порт. Albufeira) — район (фрегезия) в Португалии, входит в округ Фару. Является составной частью муниципалитета Албуфейра. По старому административному делению входил в провинцию Алгарве. Входит в экономико-статистический субрегион Алгарве, который входит в Алгарве. Население составляет 16 237 человек на 2001 год. Занимает площадь 26,49 км².

## Достопримечательности
- Дом милосердия Альбуфейра (Edifício da Misericórdia de Albufeira)
- Замок Альбуфейра (Castelo de Albufeira)
- Орудийная батарея Альбуфейра (Bateria de Albufeira)